# Яйця в сорочечках
Я́йця в соро́чечках, також я́йця пашо́т — яйця, приготовані способом пашотування. Традиційна страва французької кухні, запозичена кухнями інших країн, в тому числі американською, українською, креольською. Часто виступають складовою інших закусок, зокрема бутербродів, салатів, рідше — супів.

## Етимологія
Українська традиційна назва вказує на зовнішній вигляд готової закуски, в якій жовток огорнутий тонким шаром білка, що зсівся, наче вдягнутий у сорочку. Друга назва є прямим запозиченням від фр. pocher — «опускати в окріп» і вказує на спосіб приготування. Інколи цю назву виводять від слова фр. pochette — «мішечок», оскільки в готовому виробі зварений білок тримає рідкуватий жовток як у мішечку. Однак при цьому яйця пашот не слід плутати із яйцями, звареними «у мішечок»: хоча у стані готовності вони виглядають однаково, але готують їх різними способами — яйця «в мішечок» завжди варять у шкаралупі. Росіяни яйця в сорочечках зрідка називають рос. сваренная яичница — «зварена яєчня», маючи на увазі делікатний смак яєць пашот на відміну від звичайної смаженої яєчні.

## Приготування

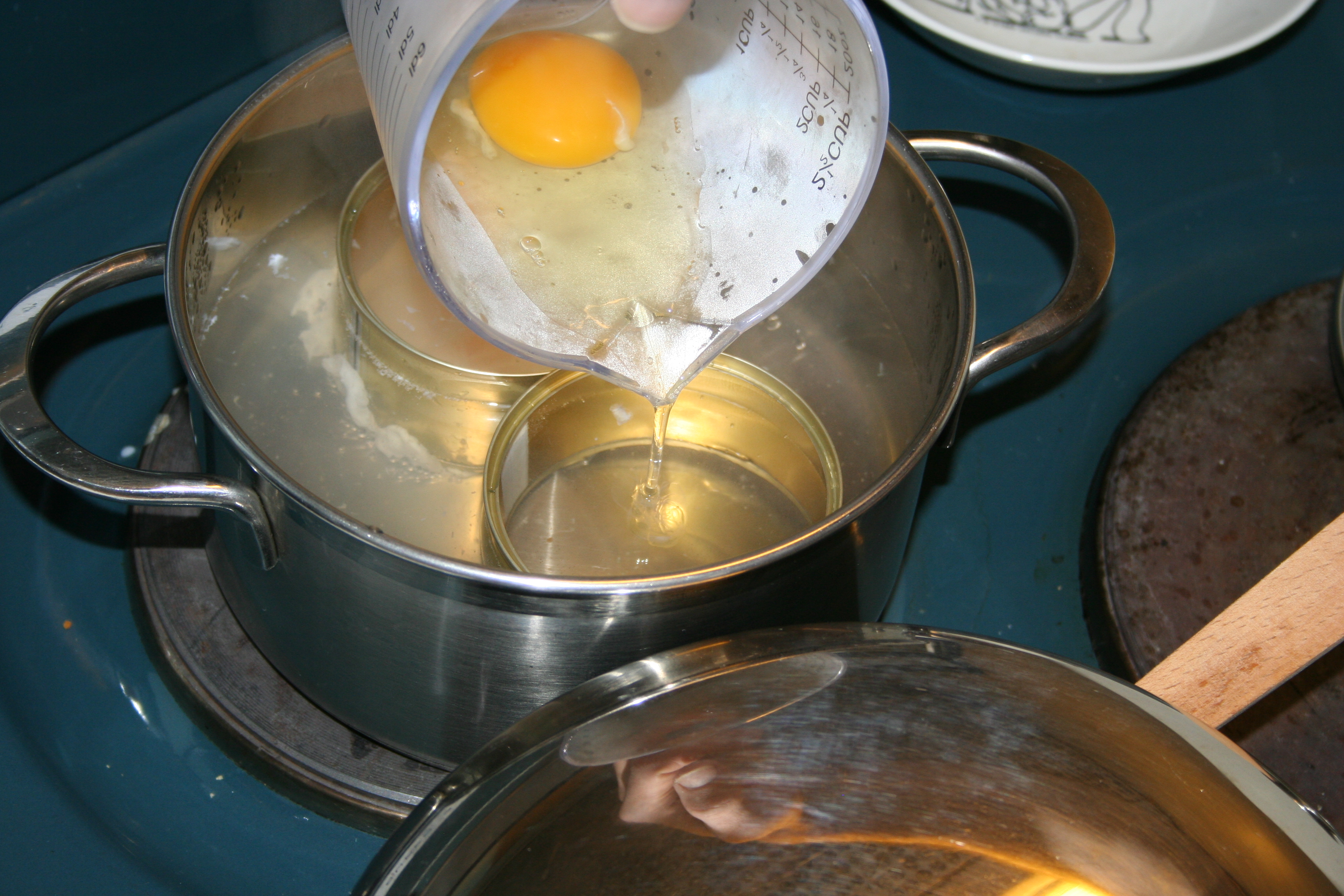
Пашотування яйця в шампанському.

Яйця в сорочечках варять без шкаралупи таким чином, щоб білок не розтікався, а огортав жовток, якнайбільше зберігаючи природний вигляд продукту. Для досягнення цього ефекту використовують різні способи: 1) опускають яйця в гарячу, але не киплячу воду, температура якої становить близько 75—82 °C; 2) опускають яйця в окріп з оцтом; 3) варять у термостійкій харчовій плівці. Кожен з цих способів має недоліки і переваги. Варіння в гарячій воді замість окропу запобігає утворенню бульбашок і розпусканню яйця у рідині, однак нижча температура водночас уповільнює і бажане зсідання білка. Варіння в окропі з оцтом дозволяє швидко утворити шар білка, що зсівся, як за рахунок високої температури, так і за рахунок зсуву pH середовища в кислий бік, що пришвидшує його коагуляцію, але водночас утруднює приготування наявністю бульбашок. Варіння в харчовій плівці найбільш зручне, але потребує витратних матеріалів і не завжди уберігає від прилипання продукту до плівки.
Застосування перших двох способів потребує дотримання певних правил, зокрема: 1) яйця попередньо розбивають у чашку і випускають у підсолену та (або) підкислену воду обережно по одному; 2) випускаючи яйце, рухом ложки створюють у воді вир, оточуючи його зусібіч водою (це потребує досвіду, оскільки такими рухами легко збурити воду і порушити цілісність яйця); 3) після випускання яйця дерев'яною ложкою огортають рідкий білок навколо жовтка, що плаває; 4) одночасно варять не більше чотирьох яєць, щоб запобігти різкому зниженню температури води.
Крім того, яйця в сорочечках часто варять у пашотниці, яку тримають у каструлі над парою. Попри схожість назв такий спосіб, строго кажучи, не є пашотуванням, але він дозволяє отримати продукт, який за смаком і виглядом відповідає яйцям пашот. Щоб запобігти прилипанню яєць до харчової плівки або пашотниці, їх попередньо змащують маслом, хоча існують пашотниці з антипригарним покриттям.
Складнішим різновидом цієї страви слід вважати яйце пашот у шампанському, де замість води використовують для пашотування шампанське, а яйця подають із підливою на винній основі.
Готові яйця в сорочечках не повинні бути твердими, їхній білок має бути білим, але ніжним, а жовток повинен зберігати кремоподібну, майже рідку текстуру, тому варять їх не довше трьох-чотирьох хвилин, а виймаючи з каструлі шумівкою викладають у ємність з ледь теплою водою. Оскільки приготування яєць у сорочечках вимагає нетривалого і ощадного впливу температури, воно не гарантує повного знищення сальмонел, тому щоб запобігти сальмонельозу, для приготування цієї страви слід брати найсвіжіші та найякісніші яйця.

## Подача

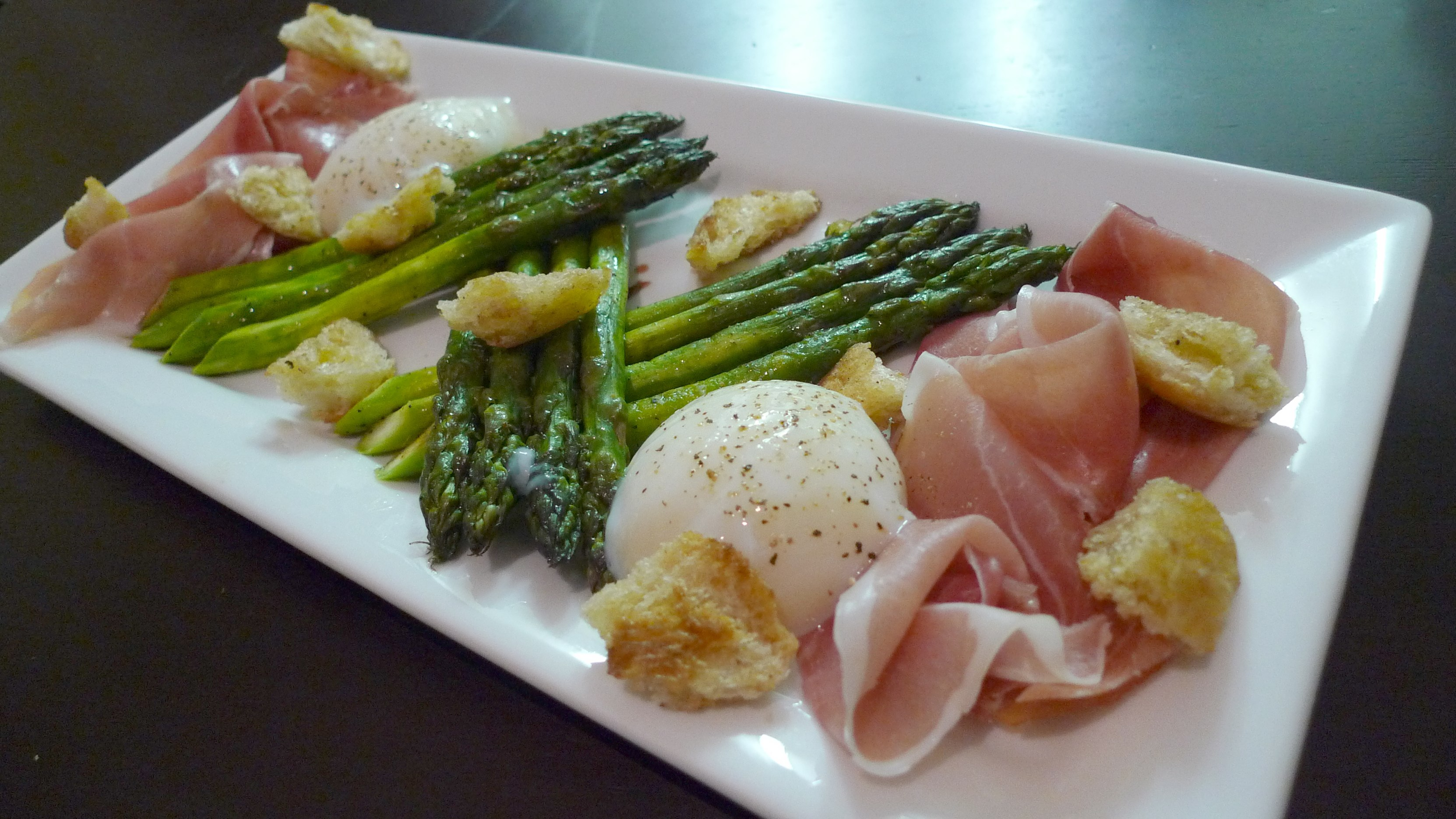
Яйця пашот, подані з прошуто, грильованою спаржею і сухариками.

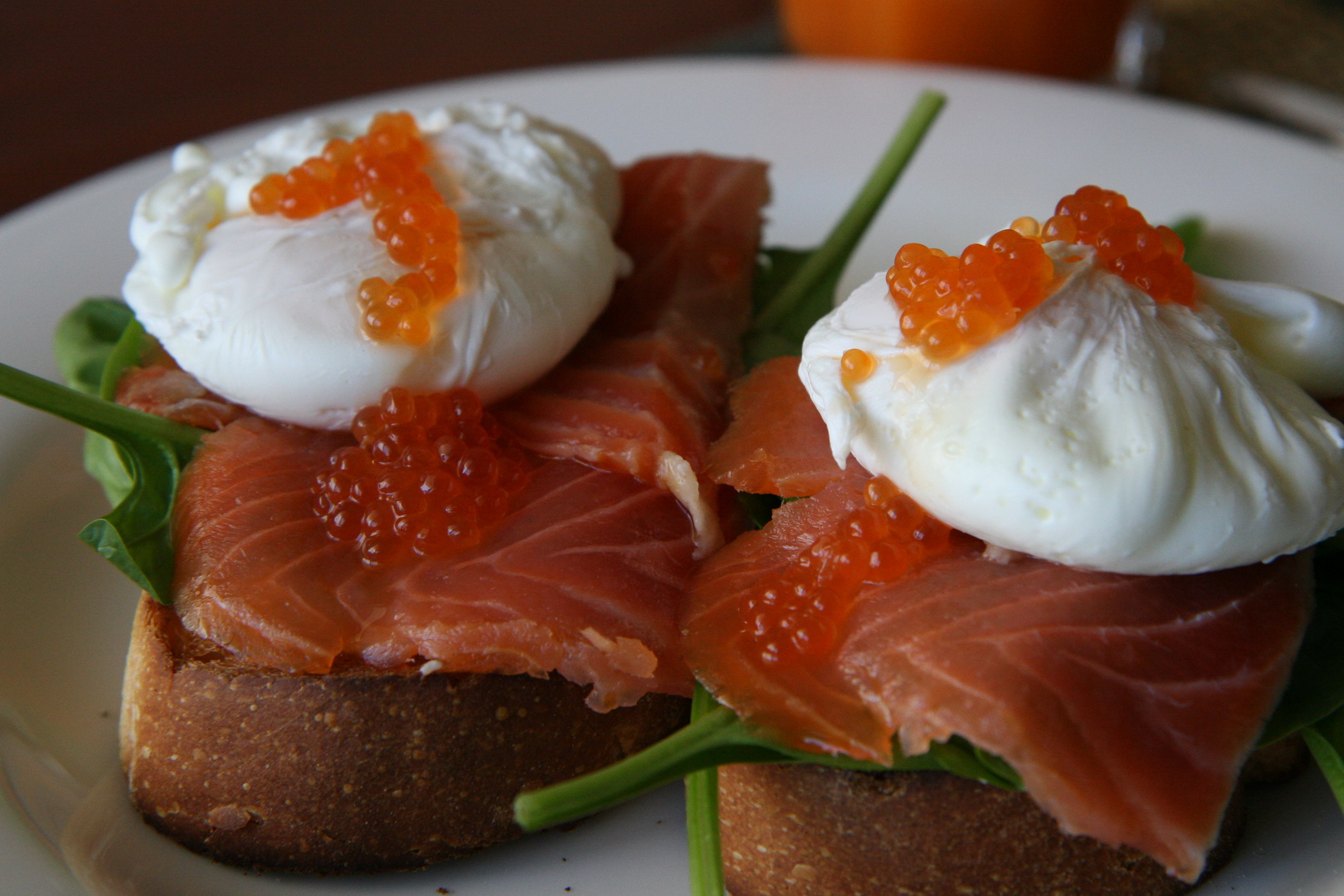
Яйця в сорочечках, подані на грінках зі шпинатом, копченим лососем і червоним кав'яром.

Яйця пашот подають по одному або декілька штук на порцію. Перед подачею ножем зрізають зайвий білок, надаючи виробу охайного вигляду. Якщо яйця готували у великій кількості, тобто варили не всі одночасно, то перед подаванням на стіл, їх радять обережно підігріти: наприклад, підігрівши посуд, в якому їх будуть подавати, або додавши гарячої підливи. В європейській та американській традиції яйця в сорочечках подають під голландським соусом чи підливою з вершкового масла і зелені, а гарніром до них виступають овочі, перш за все картопляне пюре і спаржа. У Туреччині такі яйця подають разом із йогуртом, в Італії додають пармезан, а вершкове масло іноді заміняють оливковою олією. Окрім класичного способу подачі з підливою яйця пашот часто сервірують на скибочках підсмаженого хліба з додаванням зелені, шинки або бекону — по одному на кожну грінку. В цьому випадку яєчний білок іноді надрізають, щоб рідкий жовток витік на хліб.
Завдяки ніжній текстурі яйця пашот вважаються легкозасвоюваною стравою, зазвичай їх готують на сніданок або бранч, рідше — на обід.
Яйця в сорочечках часто входять до складніших закусок — вони є обов'язковим складником яєць Бенедикт та яєць Сарду, популярного салату «Цезар». Як необов'язковий додаток їх інколи вводять в супи, особливо легкі (овочеві, консоме тощо), щоб зробити їх поживнішими.